# 莫梓江
莫梓江（1939年8月17日—2023年10月26日），广东顺德勒流黄连人，中国电影演员。

## 生平
1957年，考进北京电影学院。1959年，他与杨丽坤共同主演电影《五朵金花》，扮演剧中男主角阿鹏而引起关注，曾受到当时中国领导人周恩来等人的接见。中共中央主席毛泽东的夫人江青对莫、杨主演的《五朵金花》不看好，认为莫梓江在剧中饰演的阿鹏像个二流子。1961年北京电影学院毕业。毕业后，分配至珠江电影制片厂。文化大革命中，莫被强制下放劳动四年。
莫梓江主演的其他电影还有《小二黑结婚》、《挺进中原》等。